# Ramal Hüseynov
Ramal Hüseynov oder Ramal Huseynov (* 16. Dezember 1984) ist ein aserbaidschanischer Fußballspieler.

## Karriere

### Verein
Hüseynov startete seine Profifußballkarriere 201998 beim aserbaidschanischen Verein FK Şahdağ-Samur und spielte hier eine Spielzeit lang. Anschließend wechselte er innerhalb der Liga zu Shafa Baku FK und für diesen Verein fünf Jahre lang tätig. Nachfolgend spielte er für eine Vielzahl von Vereinen der aserbaidschanischen Liga.
Zum Frühjahr 2009 wechselte Hüseynov in die türkische Süper Lig zu Kocaelispor. Bis zum Saisonende absolvierte er lediglich eine Begegnung für Kocaelispor und verließ anschließend diesen Klub. Nachfolgend kehrte er in die Aserbaidschanische Liga zurück und spielte hier bis zum Sommer 2013 bei diversen Vereinen.
Für die Saison 2013/14 wechselte Hüseynov in die türkische TFF 1. Lig zu Bucaspor. Da er aserbaidschanischer Staatsbürger ist, wird er hier unter einem gesonderten Status spielen und somit kein regulären Ausländerplatz belegen. Dieser Wechsel kam aber wenig später nicht zustande und er blieb bei Qaradağ Lökbatan. Dann spielte er kurzzeitig für Araz-Naxçıvan PFK.
Vom Sommer 2015 an stand er bei diversen unterklassigen türkischen Vereinen unter Vertrag, zuletzt 2017/18 bei Gaziosmanpaşaspor. Seitdem ist er ohne neuen Klub.

### Nationalmannschaft
Hüseynov absolvierte 2001 sein einziges Länderspiel für die Aserbaidschanische Nationalmannschaft. 